# Ferrovie Nord Milano Autoservizi
La Ferrovie Nord Milano Autoservizi SpA (nota anche come FNMAutoservizi o FNMA) è una società per azioni lombarda di trasporti pubblici su gomma. La società fa parte del Gruppo FNM.

## Storia

### I trasporti automobilistici delle Ferrovie Nord Milano
Nel 1943, nell'ambito di una ristrutturazione della catena di controllo aziendale, la Ferrovie Nord Milano S.p.A. incorporò la Società Ausiliare Lombarda Autotrasporti (ALA) ottenendo la concessione diretta delle concessioni di autolinee del Saronnese e dell'area di Asso.
Nel corso degli anni, la società allargò i servizi automobilistici alle aree servite dalle linee ferroviarie che decise di dismettere come la Castellanza-Lonate Ceppino e la Malnate-Grandate. L'ambito delle concessioni si estese, quindi, alla Brianza, al Comasco e al Varesotto.

### La FNMA
La Ferrovie Nord Milano Autoservizi S.p.A. nacque ufficialmente il 18 dicembre 1985 nell'ambito della ridefinizione delle competenze all'interno della vecchia Ferrovie Nord Milano. Nel corso degli anni ottanta, dalla società capogruppo ottenne la gestione delle concessioni automobilistiche, compresa quella della rete urbana di Saronno.
Il 1º gennaio 1993 ottenne il ramo di trasporto pubblico della Società Nazionale Ferrovie e Tramvie, incorporata l'anno precedente dalla Ferrovie Nord, estendendo il proprio ambito operativo alla Val Camonica, alla Franciacorta e alla Provincia di Cremona. Inoltre acquisì le linee automobilistiche della Società ASA-SGAE di Gallarate.
Nel 1998 acquisì la linea Varese - Uggiate dalla società Varese Trasporti, linea che era già della Ferrovia Nord ed era stata ceduta alla Varese Trasporti a metà degli anni '80.
Nel 1999 la SITA (allora già controllata delle Ferrovie dello Stato ) acquisì dalla FNM il 49% del capitale azionario, successivamente ceduto.
Nel 2006, l'assemblea straordinaria decise di coprire le perdite dell'esercizio precedente tramite un aumento del capitale sociale. La SITA optò per non attivarsi in tal senso, per cui la sua quota scese al 12,5%.
Quattro anni dopo, la società si aggiudicò il servizio di collegamento tra i due terminal dell'aeroporto di Milano-Malpensa e la struttura Cargo City. Il 9 luglio dello stesso anno, FNM acquistò la restante quota di capitale di SITA, divenendo l'unico azionista dell'impresa di trasporti automobilistici.

## Reti di trasporto pubblico
La FNMA effettua servizi di trasporto pubblico nelle provincie di Varese, Como e di Brescia (Val Camonica e direttrice Iseo - Provaglio - Brescia). Il servizio è svolto in regime concessorio a causa della mancanza di una gara di assegnazione. In provincia di Como, l'attività è svolta tramite un'Associazione temporanea di imprese (ATI) costituita assieme ad ASF Autolinee ed è effettuata in regime di contratto di servizio.
La società effettua servizio di Gran Turismo estivo sulle seguenti linee:
- Asso - Saronno - Cesenatico - Rimini - Gabicce Mare;
- Asso - Saronno - Varazze - Alassio - Sanremo;
- Olgiate Comasco - Tradate - Origgio - Cervia - Rimini- Cattolica.

Inoltre, esercisce l'autolinea internazionale Campione d'Italia - Milano, le autocorse sostitutive per conto di Trenord e i servizi di noleggio di automezzi a carattere turistico

## Loghi

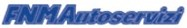
Logo in uso fino al 2018
Logo attuale